# Platja de les Delícies

La platja de les Delícies és una platja urbana del municipi de La Ràpita (Montsià), situada a la badia dels Alfacs.

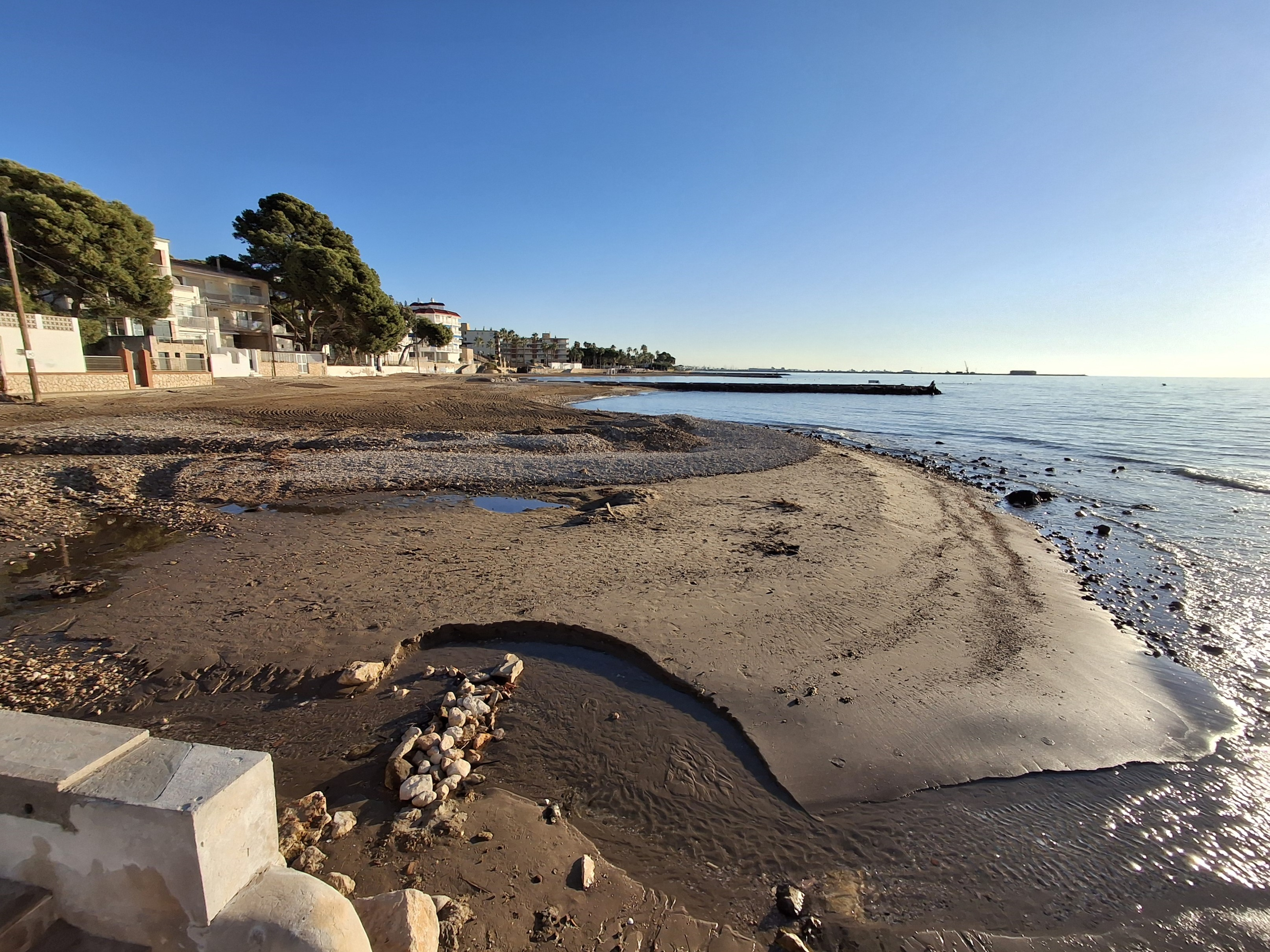
Desembocadura del barranc del Codonyol, al sector sud

 Orientada al sud-est, té una longitud de 233 metres i una amplada mitjana de 40 metres, formada per sorra fina i daurada. Està delimitada als dos extrems per les roques dels espigons, que la separen a llevant de la platja del Far i a ponent d'un altre sector de platja, de 83 metres de longitud i 30 metres d'amplada mitjana, on hi desemboca el barranc del Codonyol, separat de la platja del Suís, per un altre espigó. Disposa de servei de vigilancia, primers auxilis, lavabos, dutxa, neteja diària, passarel·les i accés per a persones amb mobilitat reduïda.
La platja està guardonada amb la Bandera Blava, que reconeix internacionalment la qualitat de l'aigua i serveis. L'Agència Catalana de l'Aigua efectua un control quinzenal de la qualitat de l'aigua, durant la temporada de bany, amb el resultat d'excel·lent.